# Hreceanivka, Hadeaci
Hreceanivka (în ucraineană Гречанівка) este localitatea de reședință a comunei Hreceanivka din raionul Hadeaci, regiunea Poltava, Ucraina.

## Demografie
Componența lingvistică a localității Hreceanivka
     Ucraineană (97,19%)
     Rusă (2,81%)
Conform recensământului din 2001, majoritatea populației localității Hreceanivka era vorbitoare de ucraineană (97,19%), existând în minoritate și vorbitori de rusă (2,81%).